# La Corne-en-Vexin
La Corne-en-Vexin – gmina we Francji, w regionie Hauts-de-France, w departamencie Oise. W 2016 roku liczba ludności wynosiła 540 mieszkańców. 
Gmina została utworzona 1 stycznia 2019 roku z połączenia trzech ówczesnych gmin: Boissy-le-Bois, Énencourt-le-Sec oraz Hardivillers-en-Vexin. Siedzibą gminy została miejscowość Énencourt-le-Sec. 